# Carex biltmoreana
Espèce
Classification phylogénétique
Carex biltmoreana est une espèce de plantes du genre Carex et de la famille des Cyperaceae.